# Birger Rostrup Wilcke
Birger Rostrup Wilcke (* 31. Juli 1923 in Frederiksberg; † 24. Juli 1993) war ein dänischer Jurist sowie Verfasser zahlreicher Bücher und Schriften über das Eisenbahnwesen in Dänemark.

## Leben
Wilcke besuchte das Sct. Jørgens Gymnasium in Kopenhagen und legte 1947 nach dem Studium der Rechtswissenschaften an der Universität Kopenhagen seine Promotion zum Cand. jur. ab, für die er von der juristischen Fakultät einen Preis erhielt. Nach Studienreisen nach Frankreich, England und Indien war er von 1948 bis 1956 Sekretär und von 1959 bis 1959 Bevollmächtigter im Justitsministeriet.
Nach seiner Berufung als Richter an das Vestre Landsret (deutsch in etwa Landgericht) in Jütland von 1959 bis 1960 war er bis 1974 Politiadvokat (deutsch Polizeianwalt – ähnlich der Aufgaben eines deutschen Staatsanwaltes). Danach wurde er als Richter an das Østre Landsret in Jütland berufen. 1976 erhielt er die Stelle eines Politimester (Leiter eines der 54 dänischen Polizeibezirke) in Tårnby.
Von 1964 bis 1976 war Wilcke Vorstandsmitglied in der Foreningen af Politiadvokater (deutsch Vereinigung der Polizeianwälte), davon von 1971 bis 1976 deren Vorsitzender. Von 1972 bis 1976 war er Mitglied der Københavns politis Kredsudvalg.
Nach seinem Tod wurde er auf dem Frederiksberg Ældre Kirkegård beerdigt.

## Eisenbahnaktivitäten
Wilcke wurde am 15. Januar 1961 bei der Gründungsversammlung des Dansk Jernbane-Klub als stellvertretender Vorsitzender gewählt. Bei der ersten ordentlichen Hauptversammlung im April 1961 wurde er Vorsitzender des Vereins und behielt dieses Amt bis 1991. Er war zudem Vorsitzender des Vereins Museumsbanen Maribo–Bandholm. Zwischen 1962 und seinem Tod verfasste Wilcke zahlreiche Aufsätze über die Geschichte der dänischen Eisenbahnen, die in vielerlei Publikationen sowie in eigenen Büchern erschienen.